# 1143
| Calendário gregoriano                                                        | 1143 MCXLIII                                         |
| Ab urbe condita                                                              | 1896                                                 |
| Calendário arménio                                                           | 592 – 593                                            |
| Calendário bahá'í                                                            | -701 – -700                                          |
| Calendário budista                                                           | 1687                                                 |
| Calendário chinês                                                            | 3839 – 3840 Início a 19 de janeiro (aproximadamente) |
| Calendário copta                                                             | 859 – 860                                            |
| Calendário etíope                                                            | 1135 – 1136                                          |
| Calendários hindus - Vikram Samvat - Calendário nacional indiano - Cáli Iuga | 1198 – 1199 1064 – 1065 4243 – 4244                  |
| Calendário Holoceno                                                          | 11143                                                |
| Calendário islâmico                                                          | 537 – 538                                            |
| Calendário judaico                                                           | 4903 – 4904                                          |
| Calendário persa                                                             | 521 – 522                                            |
| Calendário rúnico                                                            | 1393                                                 |
| Calendário solar tailandês                                                   | 1686                                                 |

1143 (MCXLIII, na numeração romana) foi um ano comum do século XII do Calendário Juliano, da Era de Cristo, a sua letra dominical foi C (52 semanas), teve início a uma sexta-feira e terminou também a uma sexta-feira.
No reino de Portugal estava em vigor a Era de César que já contava 1181 anos.
| Ano completo                       |
| ---------------------------------- |
| Ano comum com início à sexta-feira |

## Eventos
- 1 de Agosto - D. Teresa e seu filho D. Afonso Henriques fazem a doação da vila de Góis e lugares a ela pertencentes a Arnaldo Vestariz e a sua mulher Ermisenda (Torre do Tombo, «Manuscrito da Livraria» n.º439).
- 26 de Setembro - É eleito papa Guido di Castello.
- 5 de Outubro - A Independência de Portugal é finalmente reconhecida pelo rei de Castela, no Tratado de Zamora, a D. Afonso Henriques seu primeiro rei. À data, o Reino de Portugal possuía seis cidades: Braga, Guimarães, Coimbra, Lamego, Porto e Viseu; as cidades de Évora, Lisboa e Silves estavam ainda em poder dos árabes.

## Nascimentos
- 31 de Julho - Nijo, 78º imperador do Japão.

## Mortes
- 24 de Setembro - Papa Inocêncio II.
- 13 de Novembro - Fulque V de Anjou, Conde de Anjou e rei de Jerusalém.
- Hugo II, Duque da Borgonha,  desde 1103 duque da Borgonha  (nasceu em 1084).
- Ali ibne Iúçufe, 2.º emir da dinastia dos Almorávidas.